# هوهانس مارگاریان (معمار)
هوهانس سارگسی مارگاریان (ارمنی: Հովհաննես Սարգսի Մարգարյան؛ زاده ۱۳ ژانویهٔ ۱۹۰۱ - درگذشته ۲۶ دسامبر ۱۹۶۳) معمار اهل ارمنستان بود. وی بین سال‌های - تا - میلادی فعالیت می‌کرد.

## زندگی‌نامه
وی در ۲۶ ژانویهٔ [سبک قدیمی: ۱۳ ژانویهٔ] ۱۹۰۱ در کاقاکیک در به دنیا آمد و از دانشگاه دولتی ایروان (۱۹۲۸) فارغ‌التحصیل گشت. وی همچنین برنده جوایزی همچون نشان برجسته افتخار و چهره هنری شایسته ارمنستان شوروی (۱۹۶۱) شد. وی در ۲۶ دسامبر ۱۹۶۳ در سن ۶۲ سالگی در ایروان درگذشت.

## نگارخانه

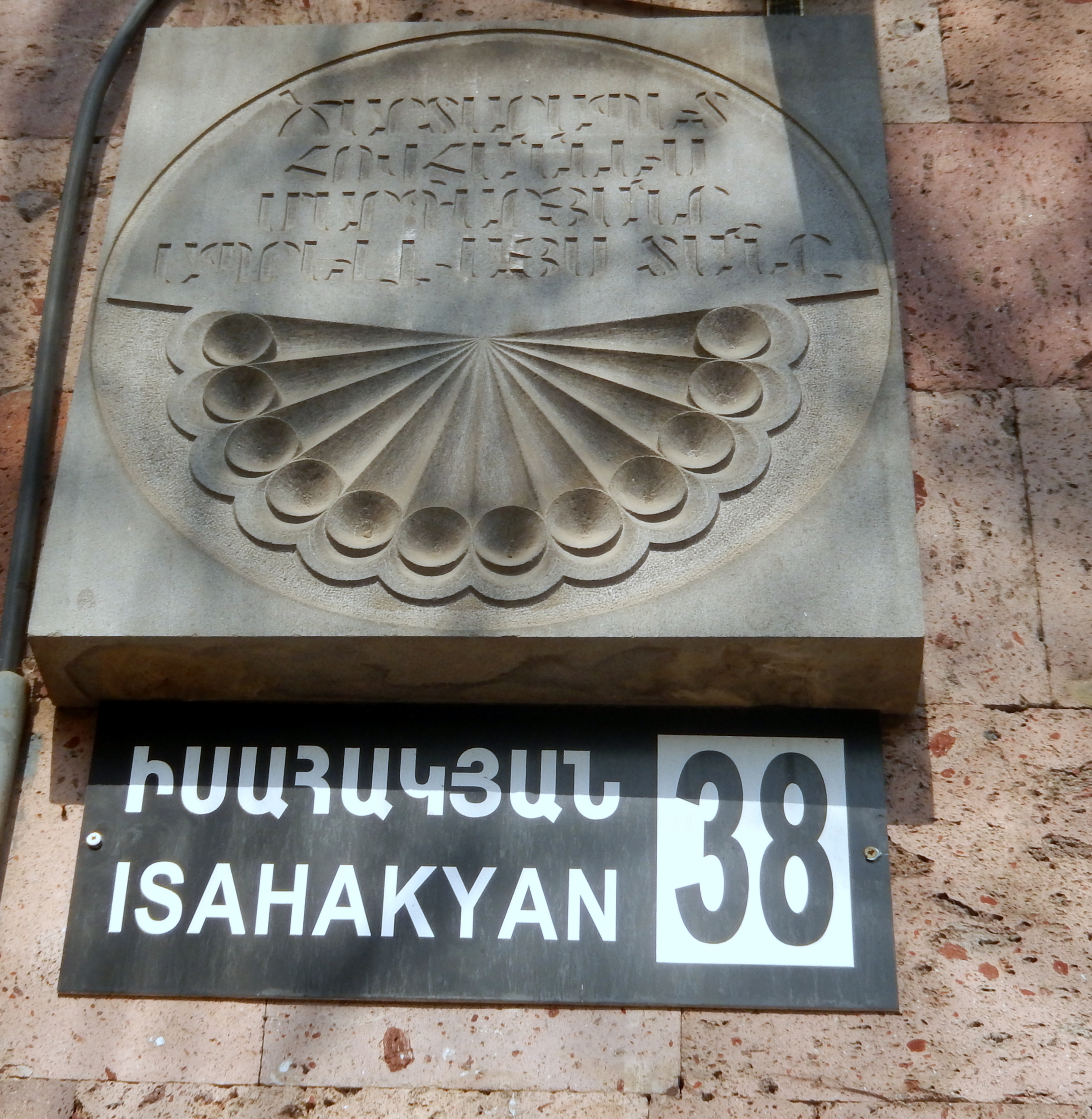
پلاک یادبود
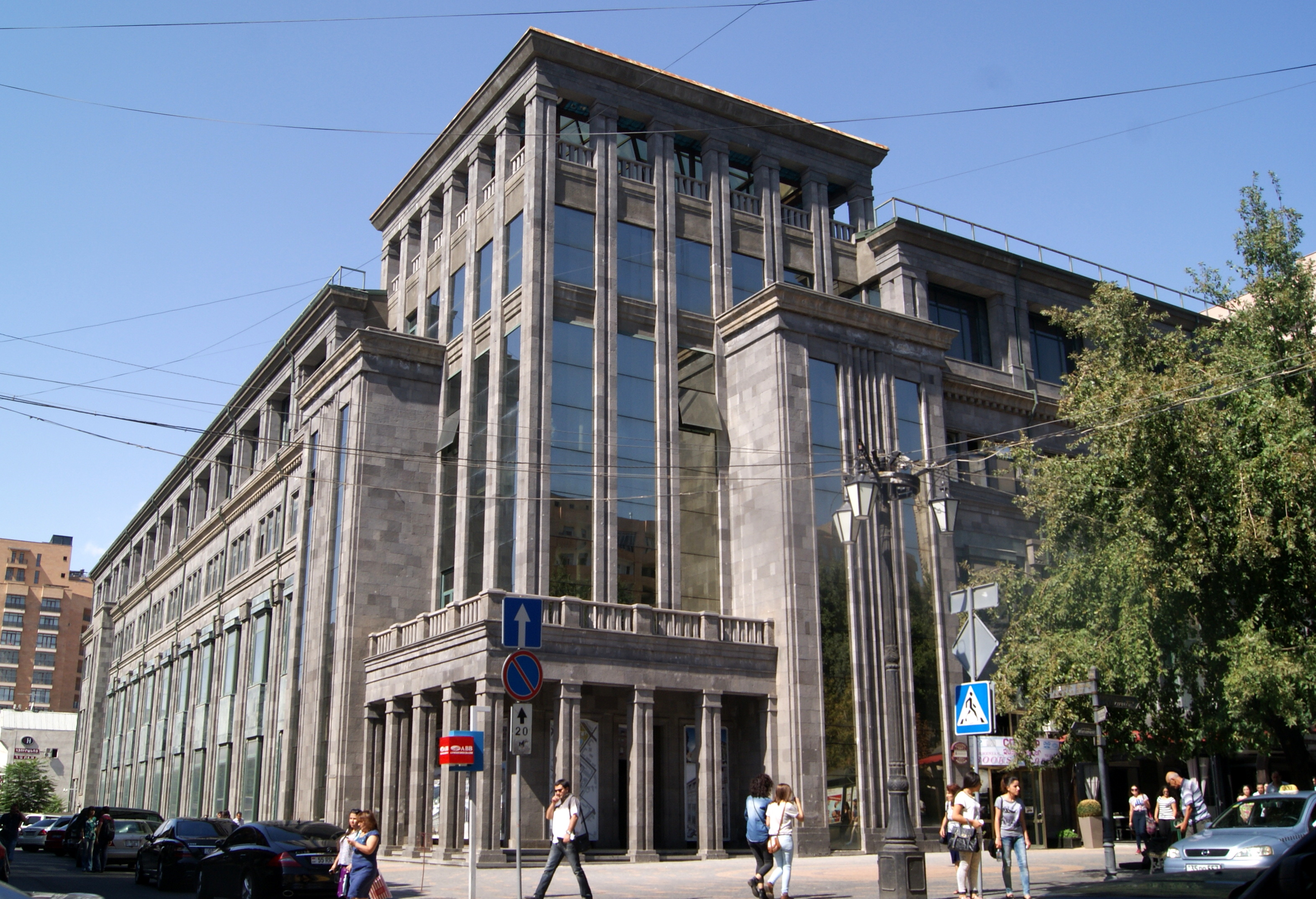
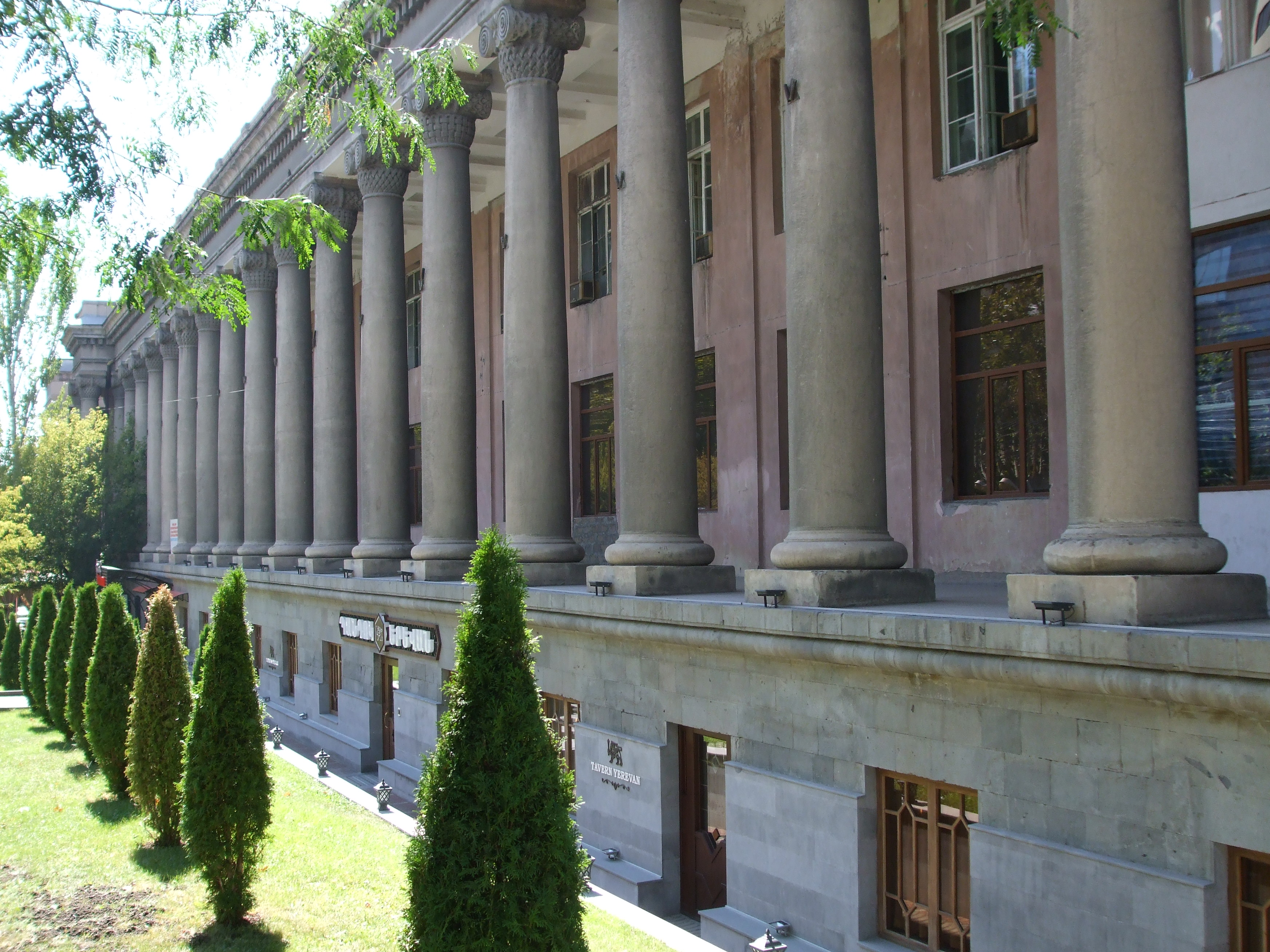
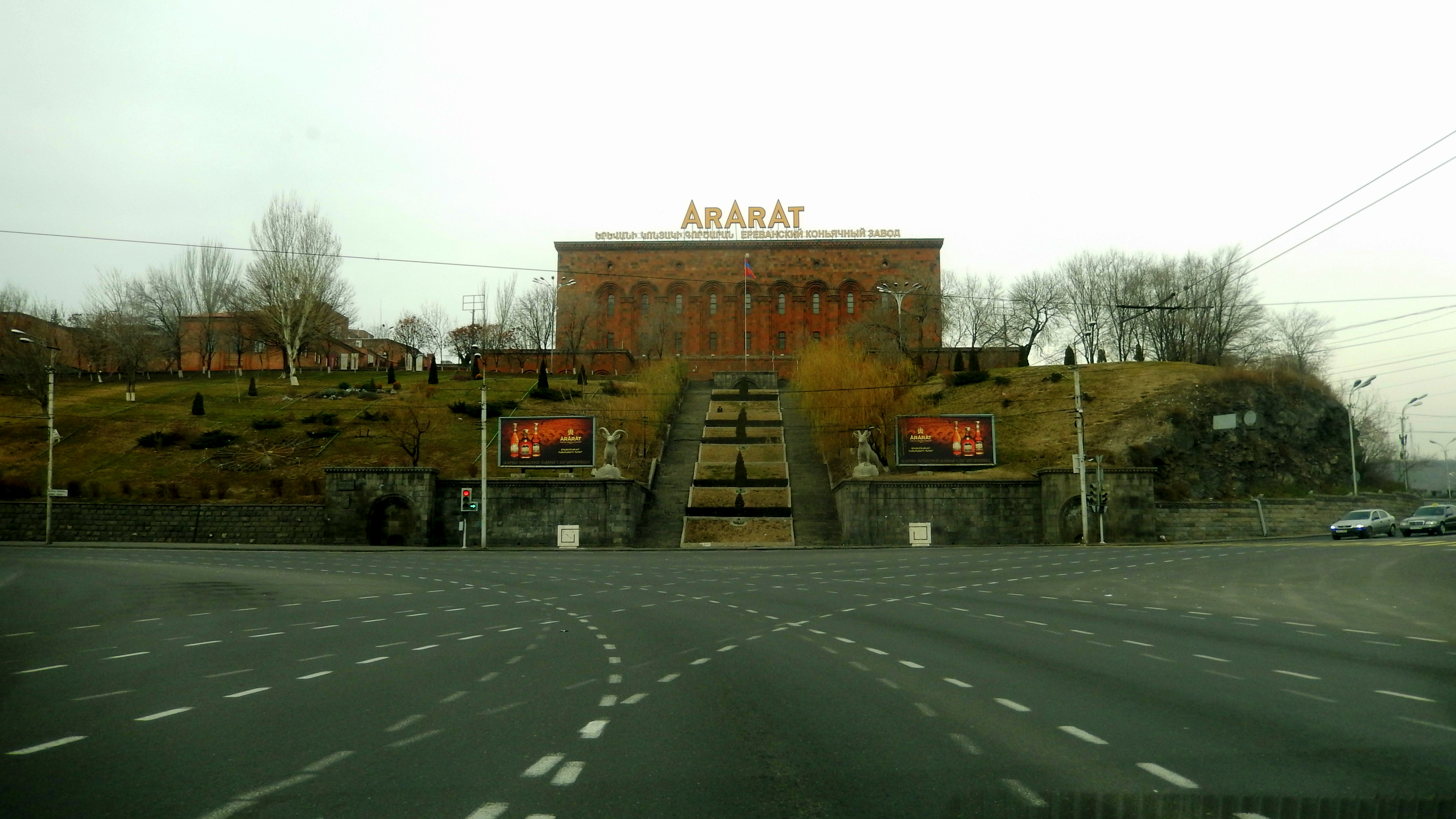
کارخانه شراب‌سازی آرارات
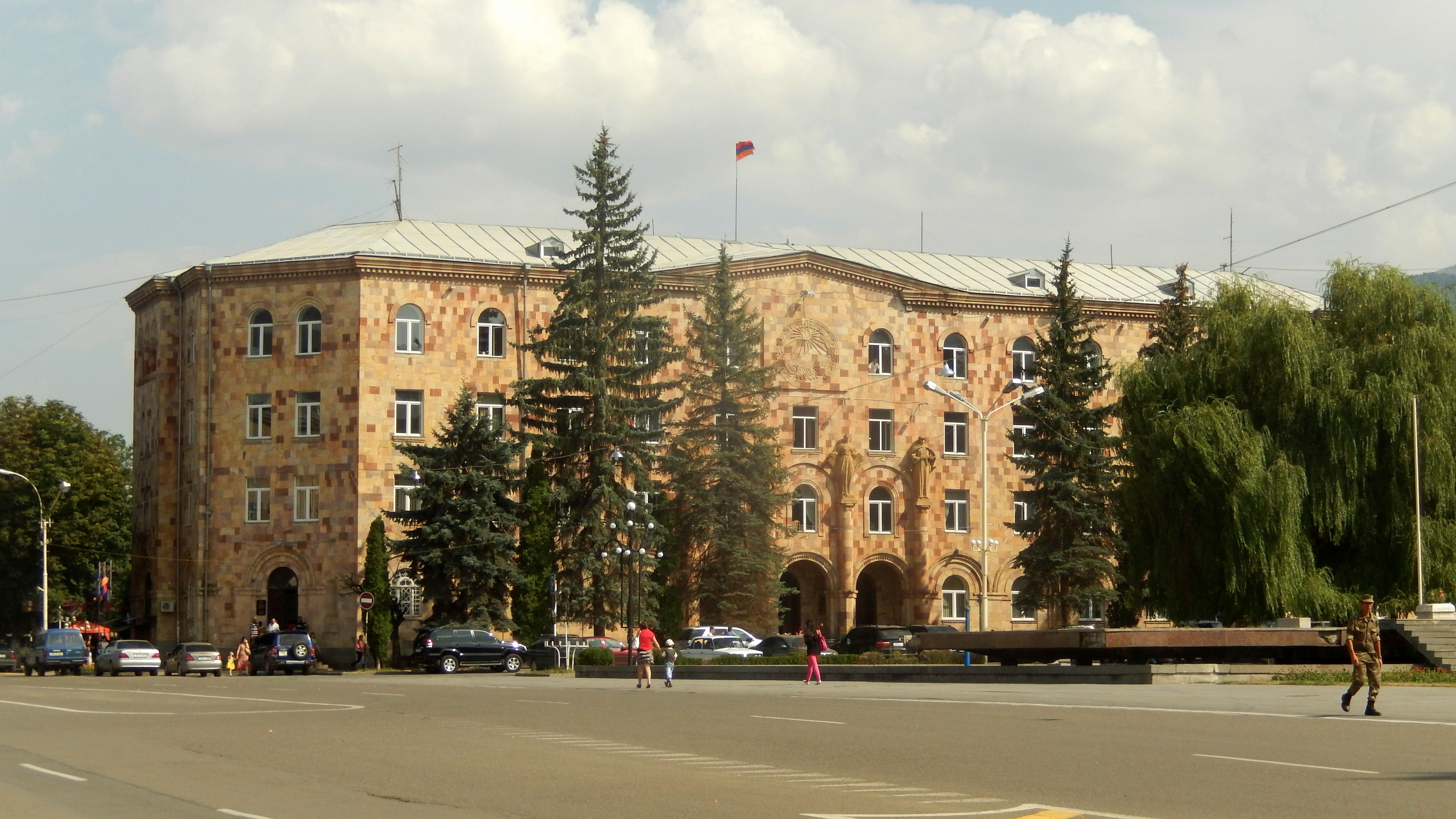
شهرداری وانادزور
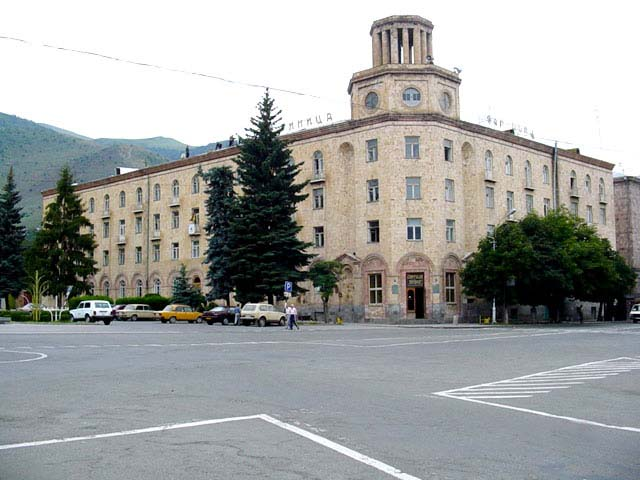
وانادزور